# Campeonato Mundial de Rugby Juvenil 2012
El Campeonato Mundial de Rugby Juvenil de Sudáfrica 2012 fue la quinta edición de la Copa Mundial, principal torneo de selecciones juveniles masculinas de rugby que organiza la entonces International Rugby Board, hoy World Rugby (WR).
El título fue para la selección local rompiendo así la hegemonía de los neozelandeses que venían de ganar los 4 torneos anteriores.

## Equipos participantes
| - Fiyi - Gales - Nueva Zelanda - Samoa | - Inglaterra - Irlanda - Italia - Sudáfrica | - Argentina - Australia - Escocia - Francia |

## Grupo A

### Posiciones
| Pos. | Equipo        | Encuentros | Encuentros | Encuentros | Encuentros | Tantos  | Tantos    | Tantos     | Puntos Bonus | Puntos Totales |
| Pos. | Equipo        | jugados    | ganados    | empatados  | perdidos   | a favor | en contra | diferencia | Puntos Bonus | Puntos Totales |
| ---- | ------------- | ---------- | ---------- | ---------- | ---------- | ------- | --------- | ---------- | ------------ | -------------- |
| 1    | Gales         | 3          | 3          | 0          | 0          | 127     | 27        | + 100      | 2            | 14             |
| 2    | Nueva Zelanda | 3          | 2          | 0          | 1          | 102     | 21        | + 81       | 3            | 11             |
| 3    | Fiyi          | 3          | 1          | 0          | 2          | 45      | 80        | - 35       | 0            | 4              |
| 4    | Samoa         | 3          | 0          | 0          | 3          | 6       | 152       | - 146      | 0            | 0              |

Nota: Se otorgan 4 puntos al equipo que gane un partido y 2 al que empate
Puntos Bonus: 1 punto por convertir 4 tries o más en un partido y 1 al equipo que pierda por no más de 7 tantos de diferencia
|  | Clasificación del 1º al 4º puesto |

|  | Clasificación del 9º al 12º puesto |

### Resultados

#### Primera fecha
| 4 de junio | Gales | 44 - 18 | Fiyi | Estadio Danie Craven, Stellenbosch |  |
|            |       | Reporte |      |                                    |  |

| 4 de junio | Nueva Zelanda | 63 - 0  | Samoa | Estadio Danie Craven, Stellenbosch |  |
|            |               | Reporte |       |                                    |  |

#### Segunda fecha
| 8 de junio | Fiyi | 15 - 3  | Samoa | University of the Western Cape Stadium, Bellville |  |
|            |      | Reporte |       |                                                   |  |

| 8 de junio | Nueva Zelanda | 6 - 9   | Gales | Estadio Danie Craven, Stellenbosch |  |
|            |               | Reporte |       |                                    |  |

#### Tercera fecha
| 12 de junio | Gales | 74 - 3  | Samoa | University of the Western Cape Stadium, Bellville |  |
|             |       | Reporte |       |                                                   |  |

| 12 de junio | Nueva Zelanda | 33 - 12 | Fiyi | University of the Western Cape Stadium, Bellville |  |
|             |               | Reporte |      |                                                   |  |

## Grupo B

### Posiciones
| Pos. | Equipo     | Encuentros | Encuentros | Encuentros | Encuentros | Tantos  | Tantos    | Tantos     | Puntos Bonus | Puntos Totales |
| Pos. | Equipo     | jugados    | ganados    | empatados  | perdidos   | a favor | en contra | diferencia | Puntos Bonus | Puntos Totales |
| ---- | ---------- | ---------- | ---------- | ---------- | ---------- | ------- | --------- | ---------- | ------------ | -------------- |
| 1    | Sudáfrica  | 3          | 2          | 0          | 1          | 99      | 41        | + 58       | 3            | 11             |
| 2    | Irlanda    | 3          | 2          | 0          | 1          | 79      | 51        | + 28       | 2            | 10             |
| 3    | Inglaterra | 3          | 2          | 0          | 1          | 99      | 48        | + 51       | 1            | 9              |
| 4    | Italia     | 3          | 0          | 0          | 3          | 20      | 157       | - 137      | 0            | 0              |

Nota: Se otorgan 4 puntos al equipo que gane un partido y 2 al que empate
Puntos Bonus: 1 punto por convertir 4 tries o más en un partido y 1 al equipo que pierda por no más de 7 tantos de diferencia
|  | Clasificación del 1º al 4º puesto |

|  | Clasificación del 5º al 8º puesto |

|  | Clasificación del 9º al 12º puesto |

### Resultados

#### Primera fecha
| 4 de junio | Inglaterra | 64 - 5  | Italia | University of the Western Cape Stadium, Bellville |  |
|            |            | Reporte |        |                                                   |  |

| 4 de junio | Sudáfrica | 19 - 23 | Irlanda | Estadio Danie Craven, Stellenbosch |  |
|            |           | Reporte |         |                                    |  |

#### Segunda fecha
| 8 de junio | Sudáfrica | 52 - 3  | Italia | University of the Western Cape Stadium, Bellville |  |
|            |           | Reporte |        |                                                   |  |

| 8 de junio | Inglaterra | 20 - 15 | Irlanda | Estadio Danie Craven, Stellenbosch |  |
|            |            | Reporte |         |                                    |  |

#### Tercera fecha
| 12 de junio | Irlanda | 41 - 12 | Italia | Estadio de Ciudad del Cabo, Green Point |  |
|             |         | Reporte |        |                                         |  |

| 12 de junio | Sudáfrica | 28 - 15 | Inglaterra | Estadio de Ciudad del Cabo, Green Point |  |
|             |           | Reporte |            |                                         |  |

## Grupo C

### Posiciones
| Pos. | Equipo    | Encuentros | Encuentros | Encuentros | Encuentros | Tantos  | Tantos    | Tantos     | Puntos Bonus | Puntos Totales |
| Pos. | Equipo    | jugados    | ganados    | empatados  | perdidos   | a favor | en contra | diferencia | Puntos Bonus | Puntos Totales |
| ---- | --------- | ---------- | ---------- | ---------- | ---------- | ------- | --------- | ---------- | ------------ | -------------- |
| 1    | Argentina | 3          | 3          | 0          | 0          | 50      | 30        | + 20       | 0            | 12             |
| 2    | Francia   | 3          | 2          | 0          | 1          | 76      | 54        | + 22       | 3            | 11             |
| 3    | Australia | 3          | 1          | 0          | 2          | 77      | 58        | + 19       | 1            | 5              |
| 4    | Escocia   | 3          | 0          | 0          | 3          | 53      | 114       | - 61       | 2            | 2              |

Nota: Se otorgan 4 puntos al equipo que gane un partido y 2 al que empate
Puntos Bonus: 1 punto por convertir 4 tries o más en un partido y 1 al equipo que pierda por no más de 7 tantos de diferencia
|  | Clasificación del 1º al 4º puesto |

|  | Clasificación del 5º al 8º puesto |

|  | Clasificación del 9º al 12º puesto |

### Resultados

#### Primera fecha
| 4 de junio | Australia | 67 - 12 | Escocia | University of the Western Cape Stadium, Bellville |  |
|            |           | Reporte |         |                                                   |  |

| 4 de junio | Francia | 15 - 18 | Argentina | University of the Western Cape Stadium, Bellville |  |
|            |         | Reporte |           |                                                   |  |

#### Segunda fecha
| 8 de junio | Australia | 3 - 15  | Argentina | Estadio Danie Craven, Stellenbosch |  |
|            |           | Reporte |           |                                    |  |

| 8 de junio | Francia | 30 - 29 | Escocia | University of the Western Cape Stadium, Bellville |  |
|            |         | Reporte |         |                                                   |  |

#### Tercera fecha
| 12 de junio | Argentina | 17 - 12 | Escocia | University of the Western Cape Stadium, Bellville |  |
|             |           | Reporte |         |                                                   |  |

| 12 de junio | Francia | 31 - 7  | Australia | Estadio de Ciudad del Cabo, Green Point |  |
|             |         | Reporte |           |                                         |  |

## Ronda final

### Clasificación del 9º al 12º puesto
|  | Semifinales | Semifinales |    |                | Final         | Final       |  |
|  | 17 de junio | 17 de junio |    |                | 22 de junio   | 22 de junio |  |
|  |             |             |    |                |               |             |  |
|  |             |             |    |                |               |             |  |
|  | Escocia     | 34          |    |                |               |             |  |
|  | Italia      | 17          |    |                |               |             |  |
|  |             |             |    |                |               |             |  |
|  |             |             |    |                | por 9º puesto |             |  |
|  |             |             |    |                | Escocia       | 62          |  |
|  |             | Samoa       | 28 |                |               |             |  |
|  |             |             |    |                |               |             |  |
|  |             |             |    |                |               |             |  |
|  |             |             |    |                | Tercer lugar  |             |  |
|  |             |             |    | por 11º puesto |               |             |  |
|  | Fiyi        | 20          |    | Italia         | 17            |             |  |
|  | Samoa       | 29          |    |                | Fiyi          | 19          |  |

### Clasificación del 5º al 8º puesto
|  | Semifinales | Semifinales |    |               | Final         | Final       |  |
|  | 17 de junio | 17 de junio |    |               | 22 de junio   | 22 de junio |  |
|  |             |             |    |               |               |             |  |
|  |             |             |    |               |               |             |  |
|  | Irlanda     | 27          |    |               |               |             |  |
|  | Inglaterra  | 12          |    |               |               |             |  |
|  |             |             |    |               |               |             |  |
|  |             |             |    |               | por 5º puesto |             |  |
|  |             |             |    |               | Francia       | 7           |  |
|  |             | Irlanda     | 18 |               |               |             |  |
|  |             |             |    |               |               |             |  |
|  |             |             |    |               |               |             |  |
|  |             |             |    |               | Tercer lugar  |             |  |
|  |             |             |    | por 7º puesto |               |             |  |
|  | Francia     | 19          |    | Australia     | 13            |             |  |
|  | Australia   | 17          |    |               | Inglaterra    | 17          |  |

### Clasificación del 1º al 4º puesto
|  | Semifinales   | Semifinales |    |               | Final         | Final       |  |
|  | 17 de junio   | 17 de junio |    |               | 22 de junio   | 22 de junio |  |
|  |               |             |    |               |               |             |  |
|  |               |             |    |               |               |             |  |
|  | Gales         | 6           |    |               |               |             |  |
|  | Nueva Zelanda | 30          |    |               |               |             |  |
|  |               |             |    |               |               |             |  |
|  |               |             |    |               | por 1º puesto |             |  |
|  |               |             |    |               | Nueva Zelanda | 16          |  |
|  |               | Sudáfrica   | 22 |               |               |             |  |
|  |               |             |    |               |               |             |  |
|  |               |             |    |               |               |             |  |
|  |               |             |    |               | Tercer lugar  |             |  |
|  |               |             |    | por 3º puesto |               |             |  |
|  | Argentina     | 3           |    | Gales         | 25            |             |  |
|  | Sudáfrica     | 35          |    |               | Argentina     | 17          |  |

| Bandera de Sudáfrica |
| Campeón Sudáfrica    |
| Primer título        |

## Posiciones finales
| Posición | Selección     |
| -------- | ------------- |
| 1        | Sudáfrica     |
| 2        | Nueva Zelanda |
| 3        | Gales         |
| 4        | Argentina     |
| 5        | Irlanda       |
| 6        | Francia       |
| 7        | Inglaterra    |
| 8        | Australia     |
| 9        | Escocia       |
| 10       | Samoa         |
| 11       | Fiyi          |
| 12       | Italia        |